# 福勒 (堪薩斯州)
福勒（英語：Fowler）是一個位於美国堪薩斯州米德郡的城市。

## 地方資料
根據2020年美國人口普查的數據，福勒的面積為1.23平方千米，當中陸地面積為1.23平方千米，而水域面積為0.00平方千米。當地共有人口534人，而人口密度為每平方千米434.15人。